# Igor Tudor
Igor Tudor (Split, 1978. április 16. –) horvát válogatott labdarúgó, a Juventus edzője 

## Sikerei, díjai

### Játékosként

#### Klub
- Juventus
  - Serie A (2): 2001–02, 2002–03
  - Serie B (1): 2006-07
  - Supercoppa Italiana (2): 2002, 2003
  - Intertotó-kupa (1): 1999

#### Válogatott
- Horvátország
  - Világbajnoki bronzérmes: 1998

### Menedzserként
- Hajduk Split
  - Horvát kupa: 2012-13

## Külső információk
- Igor Tudor – a FIFA adatbázisában
- Igor Tudor adatlapja a National-Football-Teams.com oldalon (angolul)